# St. Stephan (Bahrdorf)

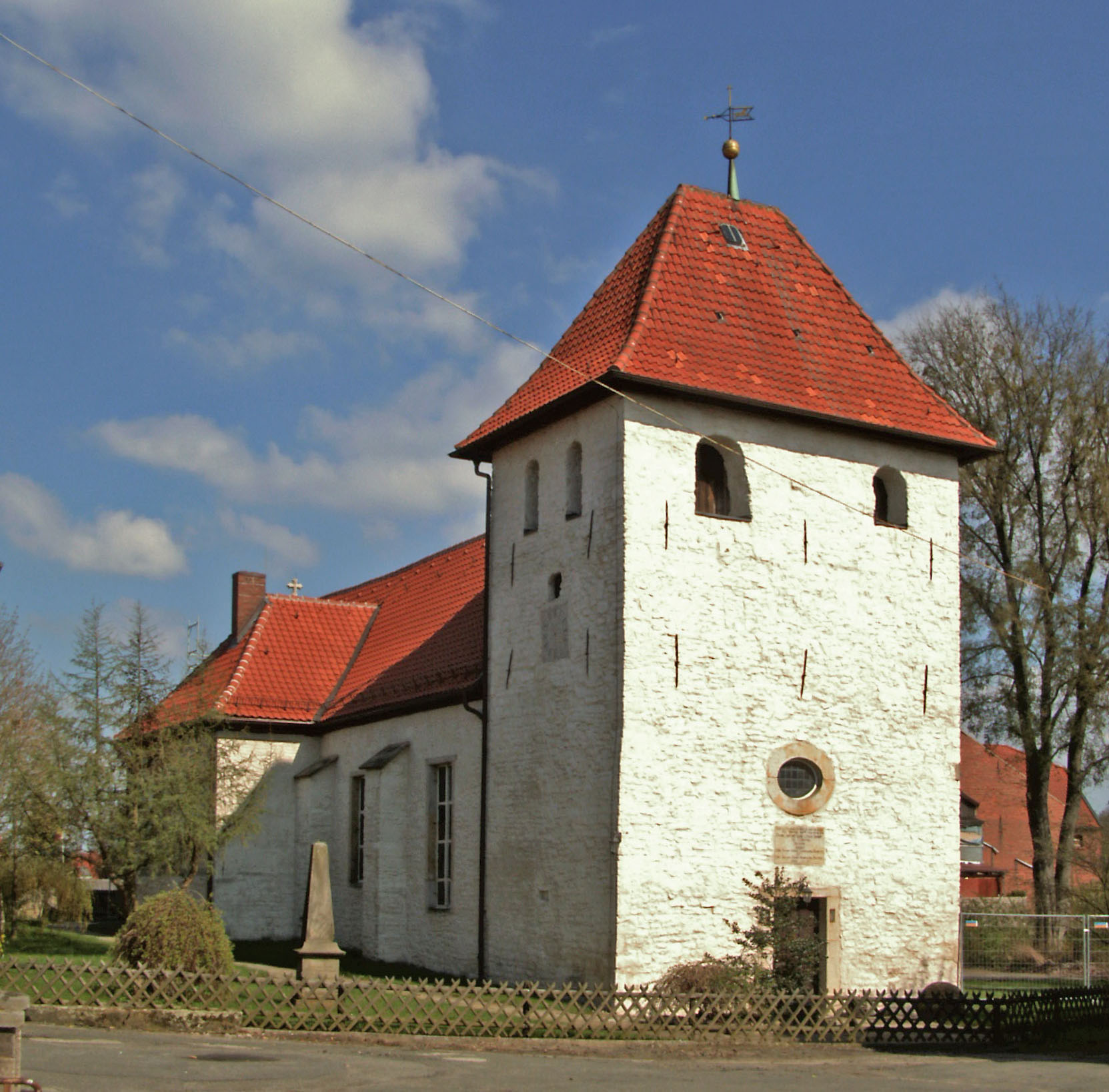
Ansicht von Westen

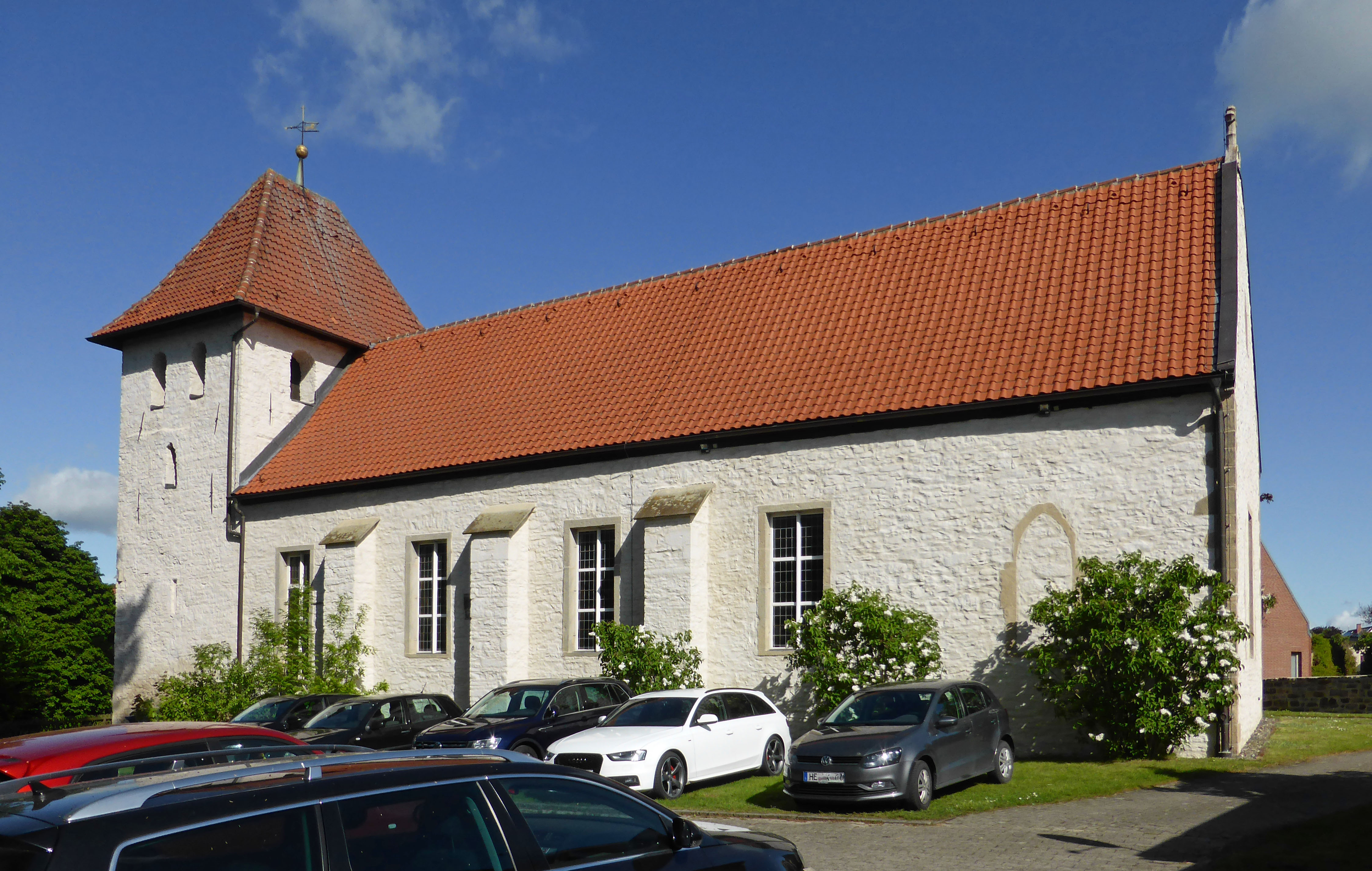
Ansicht von Süden

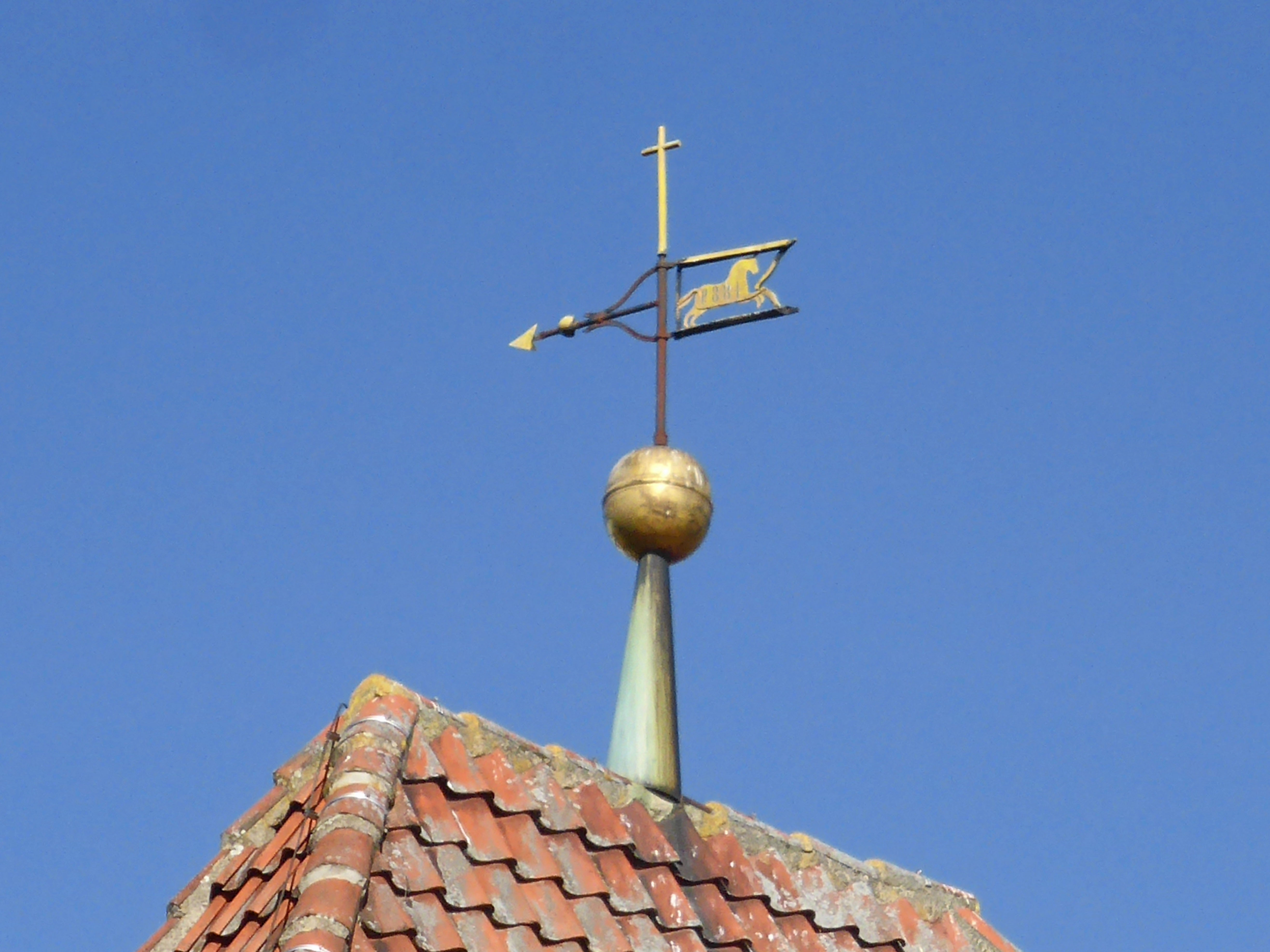
Turmspitze

Die evangelisch-lutherische Kirche St. Stephanus steht in Bahrdorf, einer Gemeinde im Landkreis Helmstedt von Niedersachsen. Die unter Denkmalschutz stehende St.-Stephanus-Kirche in Bahrdorf, die St.-Laurentius-Kirche in Meinkot und die St.-Petrus-Kirche in Wahrstedt bilden die Katharinengemeinde in Bahrdorf, die zur Propstei Vorsfelde der Evangelisch-lutherischen Landeskirche in Braunschweig gehört.

## Beschreibung
Die verputzte Saalkirche aus Bruchsteinen ist in mehreren Etappen entstanden. Der querrechteckige, mit einem Walmdach bedeckte Kirchturm im Westen ist romanisch. Der nicht eingezogene, rechteckige Chor mit vermauerten spitzbogigen Fenstern ist aus dem 15. Jahrhundert. Das Langhaus aus 5 Jochen wird mit Strebepfeilern gestützt und ist gemeinsam mit dem Chor von einem Satteldach bedeckt. Eine Inschrifttafel über dem Portal im Turm trägt die Jahreszahl 1713. Darüber befindet sich ein Ochsenauge. In dieser Zeit wurden auch die Fenster geändert. Im Nordosten des Langhauses ist die Sakristei angebaut. 
Der Innenraum ist mit einem Kreuzgratgewölbe überspannt. Zur Kirchenausstattung gehört ein barocker Kanzelaltar von 1713, der von Michael Helwig geschnitzt wurde. Am Kanzelkorb sind der segnende Jesus Christus und die vier Evangelisten dargestellt. Die ornamentierte Mensa ist spätgotisch. In das Taufbecken aus Messing wurde ein Relief über den Sündenfall getrieben, es wurde Ende des 15. Jahrhunderts gefertigt. Ein Epitaph von 1583 erinnert an Ludolf von Marenholtz.